# Okikatsu Arao
Le colonel Okikatsu (Koko) Arao (荒尾 興功, Arao Okikatsu), 18 mars 1902 – 22 août 1974, est un des participants au complot pour empêcher la diffusion de la déclaration de reddition de l'empereur Hirohito du Japon  à la fin de la Seconde Guerre mondiale. Il est chef de la section des affaires de guerre au bureau des affaires militaires de l'armée impériale japonaise.

## Conspiration
Compte tenu de son poste relativement élevé, Arao agit dans une certaine mesure en tant que représentant des conspirateurs, et espère obtenir l'aide de Korechika Anami, le ministre de la guerre. Lors d'une réunion avec Anami durant la nuit du 13 août (deux jours avant la capitulation), Arao est informé que le cabinet se tient derrière les décisions de l'Empereur et qu'en aucun cas, le Japon ne peut se permettre de continuer à se battre. Quel qu’impensable qu'elle soit, la reddition est la seule possibilité.
L'un des principaux apports d'Arao au « coup d’État » est la rédaction d'une « Instruction pour les troupes » qui doit être diffusée à l'ensemble des soldats du Japon afin de les encourager à continuer à se battre. Cette initiative est à l'origine soutenue et approuvée par le général Anami ; Cependant, alors qu'il parle avec le ministre de la guerre, plusieurs des membres les plus téméraires de la conspiration ont diffusé auparavant un texte plus inflammatoire.
Le lendemain matin, Arao et les autres conspirateurs se réunissent pour mettre au point les détails pratiques de leur plan pour prendre le contrôle du palais impérial, placer l'empereur en résidence surveillée et empêcher la diffusion du discours de capitulation. Arao rédige les ordres qui doivent être donnés aux éléments de la division des gardes impériaux et autres groupes impliqués dans le coup d’État. Les conspirateurs rencontrent Anami une fois encore ; le ministre, ayant hésité dans un sens et dans l'autre à plusieurs reprises dans son soutien au plan, leur dit une fois encore que le « coup » doit être abandonné et que Yoshijirō Umezu, le chef d'État major estime que l'usage de la force dans l'enceinte du palais serait sacrilège.
Bien qu'étant un des conspirateurs d'origine, Arao se détourne finalement du « coup » et aide à rédiger le document d'accord du général indiquant que les officiers signataires jurent de se soumettre à la volonté de l'empereur.
Contrairement à beaucoup d'autres conspirateurs, Arao survit aux événements du 15 août 1945 et continue de nombreuses années plus tard à admirer le général Anami ainsi que le dévouement et la force de caractère dont il a fait preuve pour mettre un terme à la guerre de la façon dont il l'a fait.

## Source de la traduction
- (en) Cet article est partiellement ou en totalité issu de l’article de Wikipédia en anglais intitulé « Okikatsu Arao » (voir la liste des auteurs).